# USTA Challenger of Oklahoma 2008
Lo USTA Challenger of Oklahoma 2008 è stato un torneo di tennis facente parte della categoria ATP Challenger Series nell'ambito dell'ATP Challenger Series 2008. Il torneo si è giocato a Tulsa negli Stati Uniti dall'8 al 14 settembre 2008 su campi in cemento e aveva un montepremi di $50 000.

## Vincitori

### Singolare
Kevin Kim ha battuto in finale  Vincent Spadea con il punteggio di 6–3, 3–6, 6–4

### Doppio
Ashley Fisher /  Stephen Huss hanno battuto in finale  Rajeev Ram /  Bobby Reynolds con il punteggio di 7–6(4), 6–3